# Marie Agouet
Marie Agouet, född 1560, död 1640, var en fransk köpman. 
Hon var dotter till Grégoire Agouet (d. 1571) och Jeanne Le Balacon och sondotter till Pierre Agouet, som blev hennes förmyndare då hon tidigt blev föräldralös. Hon gifte sig med Jean Lucas (d. 1587). Hon var arvtagare till både ett sillföretag och ett saltodlingar - känt som "vitt guld" - efter sin farfar. Hon gifte om sig 1591 med Vincent Blays (d. 1602), och sedan för fjärde gången med Pierre Jumel (d. 1615), borgare och köpman. 
Le Croisic i Bretagne spelade en viktig roll i den viktiga franska fisk- och salthandeln med Spanien, i detta fall Bilbao. De bretonska fiskarna och kaptenerna var ofta borta i långa tider, och lämnade affärerna till sina hustrur medan de var borta. Marie Agouet, som i enlighet med tidens sed behöll sitt eget efternamn som gift, hanterade enligt efterlämnade dokument själv sin förmögenhet efter sin farfar trots att hon var en gift kvinna och därmed formellt under makens förmynderskap. 
Affärsdokument och rättsprotokoll har efterlämnat ett stort material rörande hennes omfattande affärsverksamhet med salt, sill, jordegendom och fastigheter, som har blivit föremål för forskning. Även om det tycks som om kvinnor hade ett stort inflytande i affärslivet i Le Croisic på grund av fiskarnas långvariga frånvaro, utgör hennes exempel en av de få om vilket det finns någon större dokumentation. Hon hade en framgångsrik och inflytelserik ställning i den betydande bretonska salthandeln; trots att hon som gift kvinna enligt lag var omyndig, tyder efterlämnad dokumentation på att hon själv skötte sina affärer även under de perioder hon var gift. Hon lämnade verksamheten till sin dotterdotterdotter. 